# Remigio Brescó Boni
Remigio Brescó Boni, més conegut com a Remi Brescó (Pobla de Segur, Pallars Jussà, 17 de març de 1949) és un espeleòleg, escalador i alpinista català, considerat un dels referents i personatges més carismàtics del muntanyisme a Catalunya.
De professió tècnic comercial, ha practicat l'escalada sobre tota classe de terreny i les travesses, també amb esquí, iniciant-se en l'espeleologia. Ha estat membre del Comitè d'Activitats d'Alta Dificultat del Grup d'Alta Muntanya Espanyol (GAME) i instructor d'escalada en roca de l'Escola Catalana d'Alta Muntanya (ECAM). També fou membre del Comitè Tècnic de la Federació Espanyola d'Esports de Muntanya i Escalada (FEDME) i de la junta de la Federació d'Entitats Excursionistes de Catalunya (FEEC) entre els anys 2000 i 2008. Va col·laborar en la revista de muntanya Vèrtex. Durant la seva trajectòria esportiva ha obert més de 1.500 vies a les principals parets de l'Estat, de les quals més de 170 han estat primeres ascensions. Fora de l'àmbit peninsular, ha concentrat la seva activitat als Alps, amb més de 100 itineraris. A més, ha escalat a França, Itàlia i Suïssa, obrint la via Cassin al Piz Badile i pujant la punta Walker el 1982; també als Estats Units, el Canadà, Noruega, Jordània, el Marroc, Mali i Grècia. També ha practicat l'escalada en cascades de gel als Alps, els Estats Units, el Canadà i Escòcia, i ha fet ascensions a cims de més de 6.000 metres a l'Himàlaia.